# Jock Mahoney
Jock Mahoney, all'anagrafe Jacques O'Mahoney (Chicago, 7 febbraio 1919 – Bremerton, 14 dicembre 1989), è stato un attore e stuntman statunitense.

## Biografia
Di origini irlandesi e francesi, con ascendenze Cherokee, Jock Mahoney crebbe a Davenport (Iowa). Mentre frequentava l'Università dell'Iowa ad Iowa City, fu arruolato negli United States Marine Corps durante la seconda guerra mondiale, servendo sia come pilota che come istruttore di volo. Dopo il congedo, Mahoney si trasferì a Los Angeles ed entrò nel mondo del cinema come stuntman, doppiando diversi divi dello schermo come Gregory Peck, Errol Flynn e John Wayne. Tra i film a cui partecipò come controfigura, va ricordato Le avventure di Don Giovanni (1948) di Vincent Sherman, interpretato da Flynn, nel quale Mahoney fece sfoggio della sua abilità acrobatica durante una sequenza che prevedeva il salto da una scala di pericolosa altezza.
Con il nome di Jacques O'Mahoney, alla fine degli anni quaranta l'attore recitò in numerosi cortometraggi e serial per la Columbia Pictures, tra cui Durango Kid, in cui succedette allo stuntman Ted Mapes e fece da controfigura al protagonista Charles Starrett, rimpiazzandolo nelle scene d'azione nelle quali il personaggio di Durango Kid indossava sempre una maschera. Tra la fine del decennio e l'inizio degli anni cinquanta, Mahoney si fece un certo nome come star di serial d'avventura, rivelando anche insospettate doti di attore brillanti che mise a frutto in commedie slapstick con protagonista il trio comico I tre marmittoni (The Three Stooges).
La celebrità giunse per Mahoney grazie al piccolo schermo e all'interessamento dell'attore e cantante Gene Autry, il quale lo propose per il ruolo di protagonista nella serie televisiva western Le avventure di Rex Rider, che andò in onda dal 1951 al 1953 per un totale di 79 episodi (di cui l'ultimo girato nel 1959, sei anni dopo la chiusura della serie). Partner di Mahoney (il cui personaggio nella serie è chiamato semplicemente il "Range Rider") fu Dickie Jones, nei panni di Dick West. Nel 1958 Mahoney fu protagonista di un'altra popolare serie western, Yancy Derringer, prodotta dalla CBS in 34 episodi. Il personaggio di Derringer interpretato da Mahoney è un gentiluomo che vive a New Orleans dopo la fine della Guerra civile, ed è accompagnato nelle sue avventure da un fedele amico muto a cui ha salvato la vita, l'indiano Pahoo Katchewa (impersonato da X Brands).
Nella seconda metà degli anni cinquanta l'attore recitò in numerose pellicole western ed ebbe finalmente un ruolo da protagonista anche sul grande schermo in Testamento di sangue (1958), in cui recitò al fianco di Kim Hunter. Nel 1960 Mahoney apparve nel ruolo del villain Coy Banton nel film d'avventura Tarzan il magnifico, come antagonista di Gordon Scott, all'epoca interprete ufficiale del personaggio di Tarzan. Mahoney era già stato preso in considerazione per il ruolo del celebre uomo-scimmia nel 1948, quando si cercava il sostituto di Johnny Weissmuller, ma il ruolo era poi andato a Lex Barker. L'occasione si ripresentò proprio dopo l'uscita di Tarzan il magnifico, quando il produttore Sy Weintraub – alla ricerca di un nuovo interprete del "re della giungla" – trovò in Mahoney il candidato ideale per doti atletiche e prestanza fisica.
Nel 1962, Mahoney divenne il tredicesimo attore a impersonare Tarzan, come protagonista del film Tarzan in India, ambientato appunto in India e girato in loco. Un anno più tardi tornò a indossare i medesimi panni nella pellicola Le tre sfide di Tarzan (1963), questa volta girato in Thailandia. Le riprese effettuate nella giungla thailandese furono faticose, mentre gravi disturbi quali febbre e dissenteria misero in seria difficoltà Mahoney, al punto che gli occorse quasi un anno e mezzo di tempo per riprendersi dopo la fine del film. I problemi di salute, uniti alle intenzioni di Sy Weintraub di rinnovare ulteriormente l'immagine cinematografica di Tarzan, portarono alla risoluzione consensuale del contratto tra Mahoney e la produzione, dopo soli due film (il suo successore sullo schermo sarà Mike Henry).
Per alcuni anni Mahoney rimase lontano dalle scene e vi fece ritorno solo nel 1967, nella serie televisiva Tarzan, nella quale il "re della giungla" era interpretato dall'attore Ron Ely. Nel secondo episodio della serie, Trappola per elefanti, interpretò il poliziotto Hoby Wallington e successivamente il ruolo del villain, un colonnello fanatico, nell'ottavo e nono episodio, Silenzio mortale; accanto a lui recitò Woody Strode, il suo antagonista nel film Le tre sfide di Tarzan, nel ruolo del sergente Marbhak. Apparve inoltre in altre celebri serie dell'epoca, come Batman (1968), e Hawaii Squadra Cinque Zero (1971). Nel 1973, durante le riprese di un episodio della serie Kung Fu, Mahoney fu colpito da un ictus dal quale si riprese, sebbene in seguito dovesse far talvolta ricorso alla sedia a rotelle. Negli ultimi anni della sua carriera apparve ancora in episodi delle serie Le strade di San Francisco (1974), Truck Driver (1979-1981) e Professione pericolo (1982-1984). Tra i suoi ultimi impegni artistici, da ricordare l'incarico di coordinatore delle sequenze di "stunt" nel film Tarzan, l'uomo scimmia, diretto nel 1981 da John Derek.

## Vita privata
Dal primo matrimonio con Lorraine O'Donnell, Mahoney ebbe due figli. Risposatosi nel 1959 a Las Vegas con l'attrice Margaret Field, da lei ebbe una figlia, Princess O'Mahoney, nata nel 1962.
Dopo il divorzio dalla Field nel 1968, l'anno successivo Mahoney si sposò per la terza volta con l'attrice Autumn Russell, che gli fu accanto fino alla morte, avvenuta per un altro ictus che lo colpì il 14 dicembre 1989, pochi giorni dopo che l'attore era stato coinvolto in un incidente stradale a Bremerton (Washington).
Patrigno dell'attrice Sally Field (figlia della sua seconda moglie Margaret che in un'autobiografia ha confessato di aver subito violenza sessuale da Mahoney), Mahoney lavorò con lei e con Burt Reynolds nel film Collo d'acciaio (1978), in cui apparve come stuntman in una scena che prevedeva l'utilizzo di una sedia a rotelle.

## Filmografia

### Cinema
- L'erede di Robin Hood (Son of the Guardsman), regia di Derwin Abrahams (1946) – non accreditato
- The Fighting Frontiersman, regia di Derwin Abrahams (1946) – non accreditato
- South of the Chisholm Trail, regia di Derwin Abrahams (1947) – non accreditato
- Over the Santa Fe Trail, regia di Ray Nazarro (1947) – non accreditato
- Out West, regia di Edward Bernds (1947) – cortometraggio
- Swing the Western Way, regia di Derwin Abrahams (1947) – non accreditato
- The Stranger from Ponca City, regia di Derwin Abrahams (1947) – non accreditato
- Spade insanguinate (The Swordsman), regia di Joseph H. Lewis (1948) – non accreditato
- Squareheads of the Round Table, regia di Edward Bernds (1948) – cortometraggio
- Blazing Across the Pecos, regia di Ray Nazarro (1948) – non accreditato
- Triple Threat, regia di Jean Yarbrough (1948) – non accreditato
- Smoky Mountain Melody, regia di Ray Nazarro (1948) – non accreditato
- Solo contro il mondo (The Doolins of Oklahoma), regia di Gordon Douglas (1949)
- The Blazing Trail, regia di Ray Nazarro (1949)
- Rim of the Canyon, regia di John English (1949)
- Fuelin' Around, regia di Edward Bernds (1949) – cortometraggio
- Non c'è passione più grande (Jolson Sings Again), regia di Henry Levin (1949) – non accreditato
- Bandits of El Dorado, regia di Ray Nazarro (1949) – non accreditato
- Horsemen of the Sierras, regia di Fred F. Sears (1949)
- Renegades of the Sage, regia di Ray Nazarro (1949)
- Punchy Cowpunchers, regia di Edward Bernds (1950) – cortometraggio
- L'uomo del Nevada (The Nevadan), regia di Gordon Douglas (1950)
- Cody of the Pony Express, regia di Spencer Gordon Bennet (1950)
- Cow Town, regia di John English (1950)
- Hoedown, regia di Ray Nazarro (1950)
- Texas Dynamo, regia di Ray Nazarro (1950)
- David Harding, Counterspy, regia di Ray Nazarro (1950) – non accreditato
- The Kangaroo Kid, regia di Lesley Selander (1950)
- Frontier Outpost, regia di Ray Nazarro (1950)
- Lightning Guns, regia di Fred F. Sears (1950)
- Rotaie insanguinate (Santa Fe), regia di Irving Pichel (1951)
- Roar of the Iron Horse - Rail-Blazer of the Apache Trail, regia di Spencer Gordon Bennet e Thomas Carr (1951)
- Il sergente Carver (The Texas Rangers), regia di Phil Karlson (1951)
- Il bandito di York (The Lady and the Bandit), regia di Ralph Murphy (1951) – non accreditato
- Pecos River, regia di Fred F. Sears (1951)
- Smoky Canyon, regia di Fred F. Sears (1952)
- The Hawk of the Wild River, regia di Fred F. Sears (1952)
- Laramie Mountains, regia di Ray Nazarro (1952)
- The Rough, Tough West, regia di Ray Nazarro (1952)
- Junction City, regia di Ray Nazarro (1952)
- The Kid from Broken Gun, regia di Fred F. Sears (1952)
- Verso il Far West (Overland Pacific), regia di Fred F. Sears (1954)
- Gunfighters of the Northwest, regia di Spencer Gordon Bennet e Charles S. Gould (1954)
- Knutzy Knights, regia di Jules White (1954) – cortometraggio
- L'ovest selvaggio (A Day of Fury), regia di Harmon Jones (1956)
- L'uomo che visse due volte (I've Lived Before), regia di Richard Bartlett (1956)
- Scialuppe a mare (Away All Boats), regia di Joseph Pevney (1956)
- La rivolta dei cowboys (Showdown at Abilene), regia di Charles F. Haas (1956)
- Inno di battaglia (Battle Hymn), regia di Douglas Sirk (1957)
- Prigionieri dell'Antartide (The Land Unknown), regia di Virgil W. Vogel (1957)
- Il ritorno di Joe Dakota (Joe Dakota), regia di Richard Bartlett (1957)
- Slim Carter, regia di Richard Bartlett (1957)
- Una storia del West (The Last of the Fast Guns), regia di George Sherman (1958)
- Tempo di vivere (A Time to Love and a Time to Die), regia di Douglas Sirk (1958)
- Testamento di sangue (Money, Women and Guns), regia di Richard Bartlett (1958)
- Tarzan il magnifico (Tarzan the Magnificent), regia di Robert Day (1960)
- Simon Lash: The Black Book, regia di Sidney Salkow (1960) – film tv
- Three Blondes in His Life, regia di Leon Chooluck (1961)
- Tarzan in India (Tarzan Goes to India), regia di John Guillermin (1962)
- Il cavaliere della valle d'oro (California), regia di Hamil Petroff (1963)
- Marines battleground (Toraoji annun haebyong), regia di Man-hui Lee (1963)
- Le tre sfide di Tarzan (Tarzan's Three Challenges), regia di Robert Day (1963)
- Ora X: commandos invisibili (Intramuros), regia di Gerardo de Leon ed Eddie Romero (1964)
- Moro Witch Doctor, regia di Eddie Romero (1964)
- Runaway Girl, regia di Hamil Petroff (1965)
- Un bacio per morire (Once Before I Die), regia di John Derek (1966)
- Anime nere (The Glory Stompers), regia di Anthony M. Lanza (1968)
- Bandolero!, regia di Andrew V. McLaglen (1968)
- Un Maggiolino tutto matto (The Love Bug), regia di Robert Stevenson (1968)
- Portrait of Violence (1968)
- Tom, regia di Greydon Clark (1973)
- Their Only Chance, regia di J. David Siddon (1975)
- La fine... della fine (The End), regia di Burt Reynolds (1978)
- A.W.O.L., regia di Bruce Richardson (1980) – cortometraggio
- The All American Cowboy, regia di Howell Upchurch (1985) – film tv

### Televisione
- Le avventure di Rex Rider (The Range Rider) – serie TV, 78 episodi (1951-1953)
- Death Valley Days – serie TV, 2 episodi (1953-1954)
- Letter to Loretta – serie TV, 6 episodi (1954-1955)
- Private Secretary – serie TV, 1 episodio (1955)
- Carovane verso il West (Wagon Train) – serie TV, 1 episodio (1958)
- Yancy Derringer – serie TV, 34 episodi (1958-1959)
- The Millionaire – serie TV, 1 episodio (1960)
- Indirizzo permanente (77 Sunset Strip) – serie TV, episodio 3x07 (1960)
- Gunslinger – serie TV, episodio 1x05 (1961)
- Gli uomini della prateria (Rawhide) – serie TV, 2 episodi (1960-1961)
- Laramie – serie TV, 2 episodi (1961)
- Tarzan – serie TV, 4 episodi (1966-1967)
- Daniel Boone – serie TV, 1 episodio (1967)
- Batman – serie TV, 3 episodi (1966-1968)
- Hawaii Squadra Cinque Zero (Hawaii Five-O) – serie TV, 2 episodi (1971)
- Banacek – serie TV, 1 episodio (1972)
- Squadra emergenza (Emergency!) – serie TV, 2 episodi (1972-1973)
- Kung Fu – serie TV, 1 episodio (1973)
- Le strade di San Francisco (The Streets of San Francisco) – serie TV, episodi 2x17-3x01 (1974)
- Truck Driver (B.J. and the Bear) – serie TV, 5 episodi (1979-1981)
- Simon & Simon – serie TV, 1 episodio (1982)
- Professione pericolo (The Fall Guy) – serie TV, 4 episodi (1982-1984)
- Master (The Master) – serie TV, 1 episodio (1984)

## Doppiatori italiani
- Nando Gazzolo in L'ovest selvaggio, Il ritorno di Joe Dakota, Testamento di sangue
- Emilio Cigoli in L'uomo che visse due volte, Inno di battaglia
- Giuseppe Rinaldi in Una storia del West